# Pavel Frinta
Pavel Frinta (ur. 13 sierpnia 1969 w Pradze) – czeski zapaśnik reprezentujący Czechy oraz Czechosłowację, walczący w stylu klasycznym. Trzykrotny olimpijczyk. Zajął ósme miejsce w Barcelonie 1992 i trzynaste w Atlancie 1996, a w Seulu 1988 odpadł w eliminacjach. Startował w kategorii 82 kg.
Trzy razy brał udział w turnieju mistrzostw świata; zajął piąte miejsce w 1990 i szóste w 1994. Zdobył tytuł wicemistrza starego kontynentu w 1991 roku.
- Turniej w Seulu 1988

W pierwszej rundzie przegrał z Węgrem Tiborem Komáromim i Johnem Morganem z USA i odpadł z turnieju.
- Turniej w Barcelonie 1992

Pokonał Davida Martinettiego ze Szwajcarii i Christo Christowa z Bułgarowi. Przegrał z Timem Niemim z Finlandii i w rundzie finałowej z Niemcem Thomasem Zanderem.
- Turniej w Atlancie 1996

Wygrał z Belgiem Jean-Pierreem Wafflardem a przegrał z Danem Hendersonem z USA i Lewonem Geghamianem z Armenii.